# Sterno (prodotto)

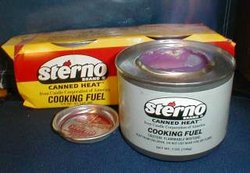
Una confezione di Sterno accesa.

Sterno è il nome commerciale (di proprietà della società statunitense The Sterno Group) di una gelatina combustibile a base alcolica usata nell'ambito del catering per il riscaldamento delle pietanze e nel campeggio in sostituzione dei fornelli da campeggio a gas.
Il materiale, inventato intorno al 1900, è di aspetto gelatinoso ed è costituito da etanolo, metanolo, acqua e un agente gelificante basato su un ossido anfotero; è studiato per essere privo di odore e bruciare direttamente nella propria confezione (una confezione da 200 g brucia per circa 2 ore). Presenta un caratteristico colore rosa.

## Cocktail
Lo Sterno fu utilizzato ai tempi della grande depressione e fino al secondo dopoguerra per produrre un drink chiamato canned heat (cui ad esempio fa riferimento il brano del 1928 Canned Heat Blues del bluesman Tommy Johnson), squeeze o pink lady, che risulta tossico per la presenza di metanolo. Consumato in particolare da alcolizzati poveri e senzatetto, fu messo in relazione a numerose intossicazioni e morti per avvelenamento, tra cui 31 persone a Filadelfia nel 1963.

## Riferimenti cinematografici
Nel film Andromeda (The Andromeda Strain), film di fantascienza del 1971 diretto da Robert Wise, tratto dall'omonimo romanzo di Michael Crichton del 1969, Jackson (interpretato da George Mitchell), il paziente anziano, è un bevitore di Sterno.